# STS–117

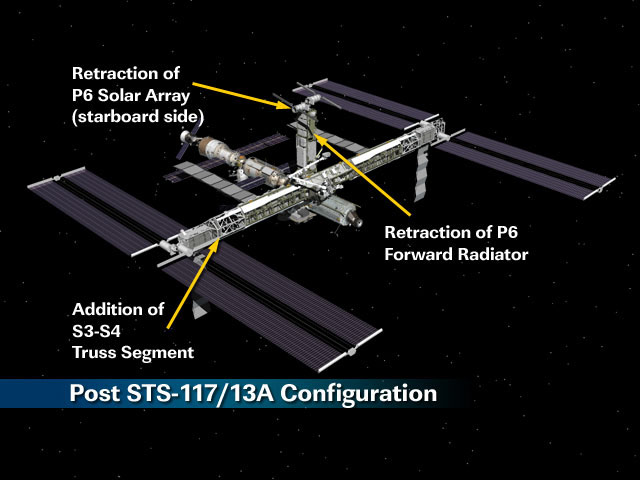
A Nemzetközi Űrállomás az STS-117 után a változások megjelölésével

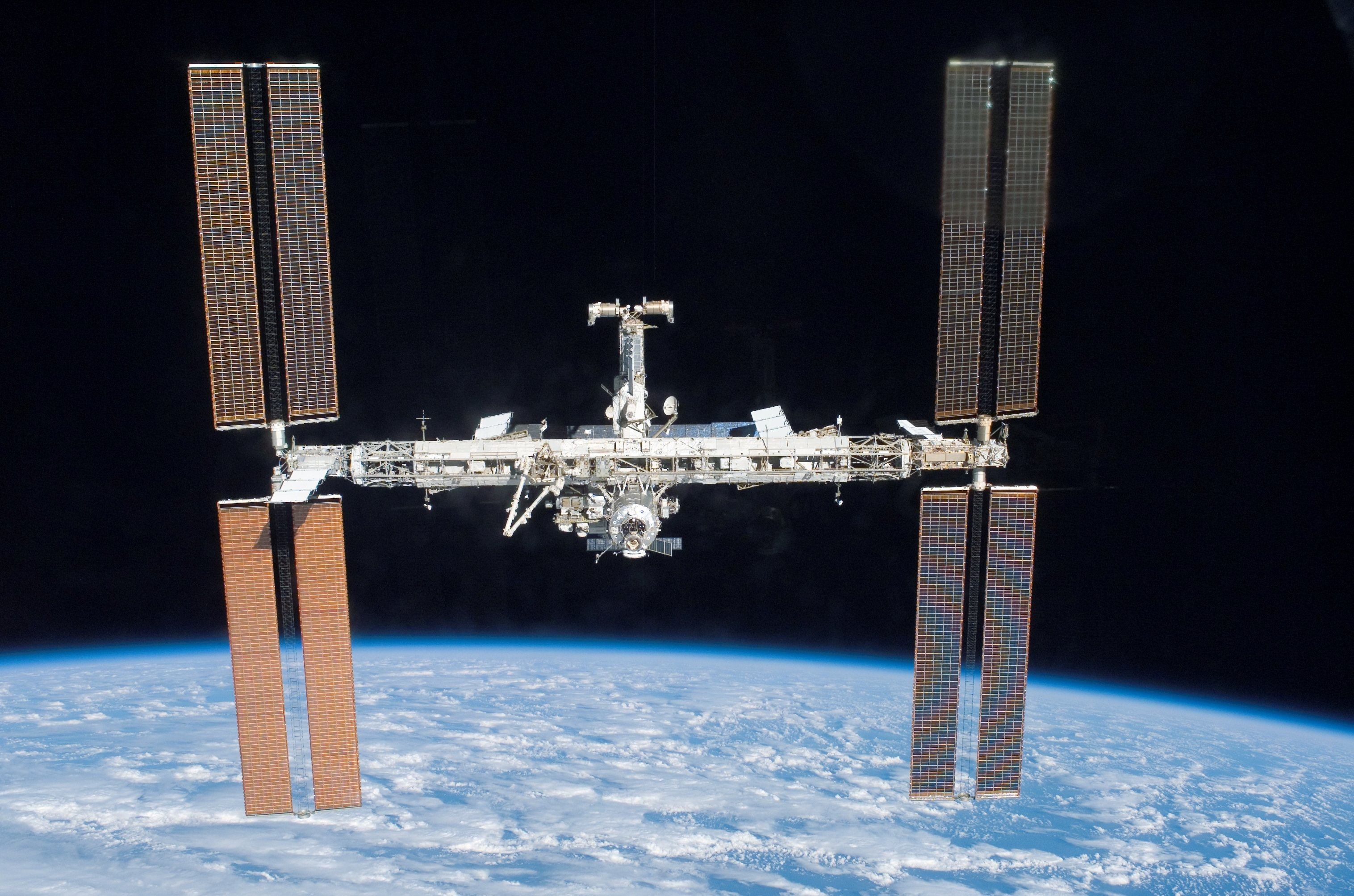
Az űrállomás az Atlantisból fényképezve röviddel a szétkapcsolódás után

Az STS–117 jelű küldetés az amerikai űrrepülőgép-program 118., az Atlantis űrrepülőgép 28. repülése. A 21. űrrepülőgép küldetés az ISS fedélzetére. A 250. emberes űrrepülés, a 149. amerikai emberes űrrepülés.

## Jellemzői
A beépített kanadai Canadarm (RMS) manipulátor kart 50 méter kinyúlást biztosított (műholdak indítás/elfogása, külső munkák [kutatás, szerelések], hővédőpajzs külső ellenőrzése) a műszaki szolgálat teljesítéséhez. Az Orbiter Boom Sensor System (OBSS) rendszerrel újabb 15 méterrel meghosszabbították a manipulátor kinyúlási távolságát. Patrick Forrester irányította az űrrepülőgép manipulátor karját.

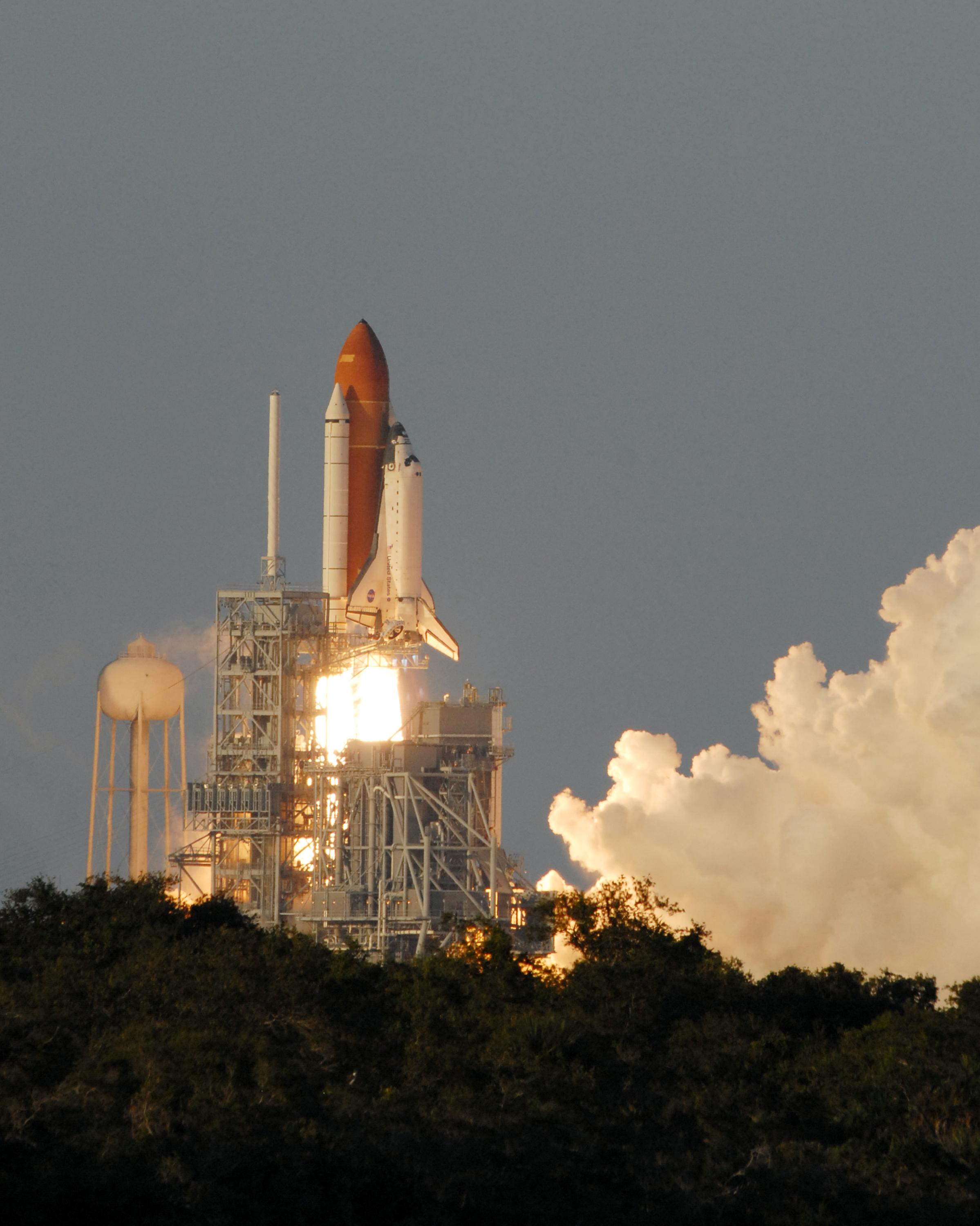
Az Atlantis indítása (2007-06-08)

## Első nap
Az eredetileg tervezett indítási időpont 2007 márciusának közepe lett volna, de február 26-án  Cape Canaveral térségét nagy erejű vihar sújtotta jégesővel, ami több mint 1000 helyen sértette meg a kilövőállásba szállított Atlantis barna üzemanyagtartályát. A sérülések kijavítására az Atlantist visszaszállították a szerelőcsarnokba, s a munka igencsak elhúzódott. A startra helyi idő szerint június 8-án 19:39-kor (közép-európai idő szerint 9-én hajnalban, 1:39-kor) került sor.
A szilárd hajtóanyagú gyorsítórakéták, Solid Rocket Booster(SRB) segítségével Floridából, a Cape Canaveral (KSC) Kennedy Űrközpontból, a LC39–A (LC–Launch Complex) jelű indítóállványról emelkedett a magasba. Az orbitális pályája 91,6 perces, 51,6 fokos hajlásszögű, elliptikus pálya perigeuma 330 kilométer, az apogeuma 340 kilométer volt. Felszálló tömeg indításkor 122 683 kilogramm, leszálló tömeg 90 492 kilogramm. Szállított hasznos teher 19 983 kilogramm.
Az Atlantis csatlakozása után meghibásodott a Nemzetközi Űrállomás helyzetbeállításért felelős orosz számítógéprendszer, amelyet sikerült megjavítani. Az első hiba még június 12-én jelentkezett. Nem kizárt, hogy a bajt az új amerikai napelem-szegmens felszerelése okozta. A műveletet június 11-én kezdte meg az Atlantis űrrepülőgép legénysége. A jelenség további számítógépes hibák láncolatát indította el, amelynek eredményeként az ISS helyzetét stabilizáló giroszkóprendszer üzemképtelenné vált. A helyzetstabilizálást átmenetileg az Atlantis hajtóműveivel kell biztosítani. A nap végére sikerült helyreállítani az ISS giroszkópok működését.
2007. június 9-én a francia hírügynökség az Agence France-Presse (AFP) arról számolt be, hogy Atlantisz űrrepülőgép felrobbant! A katasztrófa tájékoztatást véletlenül tették közzé.

## Hasznos teher
Fontos feladat volt a legénységcser lebonyolítása. Dokkolás után végrehajtották az üléscseréket. A küldetés végeztével a 15. személyzetből Sunita Lyn Williams visszatérésével cserét hajtott végre Clayton Anderson űrhajóssal. Az űrállomás továbbépítéséhez felszállították a Boeing Company által gyártott második jobb oldali S3 és S4 napelemforgató egységeket, amit az űrséta alatt csatlakoztattak az S1 rácselemre. Visszafelé bepakolták a csomagoló anyagokat, a szemetet.
Az STS–107 katasztrófáját követően bevezették a mentő űrrepülőgép STS–3xx – (STS–318) (Endeavour)/Szojuz űrhajó készenlétét. A mentő űrrepülőgép négy fővel indulva hozna vissza űrhajósokat, illetve a Szojuz űrhajó két fordulóval tudna az űrállomáson rekedt űrhajósokból állományt menteni.
A dokkolás megszűnésével az űrrepülőgép lassú sodródása következett, 450 méter távolságban indították a főmotorokat.

### Űrséták
Első, a 84. űrséta (kutatás, szerelés) alatt az űrrepülőgép rakterében kibontották az S3 és S4 napelemforgató egységet, másnap távvezérléssel telepítették, majd kibontották az új elem napelemszárnyait. A P6 napelemszárnyat technikai ellenőrzés céljából visszahúzták (automatikusan összehajtogatták). Második, a 85. űrséta alatt a Canadarm (Patrick Forrester vezérletével) és a Canadarm2 (Suni Williams irányításával) manipulátor kar segítségével helyére illesztették az S3 és S4 egységet. Harmadik, a 86. űrséta alatt külső javításokat végeztek (termikus takaró javítása, hidrogén légtelenítő szelep szerelése). Kinyitották a P6 napelemszárnyat, hogy működésével segítse az optimális energiaellátást. Negyedik, a 87. űrséta alatt tesztelték a kamerák működőképességét. Ellenőrizték, üzembe helyezték a felszerelt egységek műszaki állapotát.
(zárójelben a dátum és az időtartam)
- EVA 1: Reilly és Olivas (2007. június 11., 6 óra 15 perc)
- EVA 2: Forrester és Swanson (2007. június 13., 7 óra 16 perc)
- EVA 3: Reilly és Olivas (2007. június 15., 7 óra 58 perc)
- EVA 4: Forrester és Swanson (2007. június 16., 6 óra 29 perc)

#### Tizenharmadik nap
2007. június 22-én Kaliforniában az Edwards légitámaszponton (AFB) szállt le. Összesen 184 napot, 22 órát, 46 percet és 28 másodpercet töltött a világűrben. 9 334 000 kilométert (5 800 000 mérföldet) repült, 219 alkalommal kerülte meg a Földet. Egy különlegesen kialakított Boeing 747 tetején visszatért kiinduló bázisára.

## Személyzet
(zárójelben a repülések száma az STS–117 küldetéssel együtt)
- Frederick Wilford Sturckow (3), parancsnok
- Lee Archambault (1), pilóta
- James Francis Reilly (3), küldetésfelelős
- Steven Swanson (1), küldetésfelelős
- John Olivas (1), küldetésfelelős
- Patrick Forrester (2), küldetésfelelős
- Clayton Conrad Anderson (1), küldetésfelelős/ISS fedélzeti mérnök

### Tartalék személyzet
Gregory Errol Chamitoff küldeté felelőse/ISS fedélzeti mérnöke

### Visszatérő személyzet
- Frederick Wilford Sturckow (3), parancsnok
- Lee Archambault (1), pilóta
- James Francis Reilly (3), küldetésfelelős
- Steven Swanson (1), küldetésfelelős
- John Olivas (1), küldetésfelelős
- Patrick Graham Forrester (2), küldetésfelelős
- Sunita Lyn Williams (1), ISS fedélzeti mérnök/küldetésfelelős